# Kenneth Fredslund Petersen
Kenneth Fredslund Petersen (født 24. marts 1965 i Rødding) er en dansk politiker, der er medlem af Folketinget for Danmarksdemokraterne, valgt ved folketingsvalget i 2022, valgt i Sydjyllands Storkreds. Før han blev valgt havde han været kandidat for Dansk Folkeparti i perioden 2015-2021 og fra 2022 for sit nuværende pari. Han er sit partis ordfører for Grønland og transport. Ved valget i 2022 fik han 782 personlige stemmer. Han har tidligere været medlem af byrådet i Vejle Kommune.